# イェルク・モイテン
イェルク・フーベルト・モイテン（ドイツ語:  Jörg Hubert Meuthen、1961年6月29日 - ）は、ドイツの経済学者、政治家。
バーデン＝ヴュルテンベルク州にあるケール専門大学の国民経済学（マクロ経済学を含む）と財政学担当教授である。ケール専門大学における経済、情報、社会科学学部の学部長でもある。イェルク・モイテンは2015年7月以降、ドイツのための選択肢（AfD）党首の一人（二人代表制）でもあった（2022年1月辞任・離党）。彼はバーデン＝ヴュルテンベルク州党代表の1人（3人代表制）であり、2016年の州議会選挙においてドイツのための選択肢（AfD）州首相候補でもあった。

## 経歴
イェルク・モイテンはノルトライン＝ヴェストファーレン州の工業都市エッセンの労働者街で育った。8平方メートルという大きな部屋を弟と一緒に分け与えられ育った。子供時代をとても素晴らしい時間だったと彼は回顧しており、家族の経済状況に関しても豊かではなかったが、決して貧しくはなかったと語っている。生徒として成績もよく、2点（ドイツの学校における成績評価の最高点は「1」点）をよく取ったが、とりわけ数学に興味を持った。ローマ・カトリック教会に熱心に通ったのは初聖体拝領時までだった。その後、ヨーゼフ・ラッツィンガー（後のローマ教皇ベネディクト16世）の神学書を読んで教会に戻っている。自身のローマ・カトリック教会への回帰を宗教的社会化と彼は言い表している。学校時代、進歩的な級友たちを挑発的するかのように、彼は保守的な政治家フランツ・ヨーゼフ・シュトラウス（CSU）の味方をした。家族が転居したラインラント＝プファルツ州でモイテンはアビトゥーアに合格した。
モイテンはケルン大学のクラウス・マックシャイト教授の下で教会税をテーマにした財政学の博士論文を1993年に執筆した。
その後、彼はヘッセン州財政局において予算案作成に従事した。職場のヒエラルヒーに適応するのに難しく、ユーロで予算案を作成することも快く思わなかったので、1997年にケール専門大学の管理部門に転職した。
イェルク・モイテンは既婚者であり、5人の子供がいる。現在、カールスルーエで暮らしている。

## 政治活動
2013年ドイツ連邦議会選挙当日の夜、ギュンター・ヤウフが司会する番組に出演していたドイツのための選択肢（AfD）党首ベルント・ルッケの姿を見て、ドイツのための選択肢（AfD）への入党をモイテンは決断している。そのテレビ番組で、キリスト教民主同盟（CDU）の政治家で財務相のヴォルフガング・ショイブレがドイツのための選択肢（AfD）党首ベルント・ルッケを見下して嘲笑したのである。財務相の嘲笑が権力者の高慢さに思えて、怒りがこみ上げたからである。20代の終わりに自由民主党（FDP）に入党していたが、彼はこのリベラル派政党から離党することを決断した。経済学者だったモイテンは政治的にはリベラルと見なされていた。しかしながら、社会政治的に彼は保守的見解も主張していた。
2013年11月、ドイツのための選択肢（AfD）のバーデン＝ヴュルテンベルク州支部の役員、2015年1月には党の州支部副代表になり、2015年7月に党の州支部代表の一人になった（3人代表制）。2014年10月以降、「働きと義務」と呼ばれる連邦党専門委員会の委員長である。加えて、彼は「労働と社会」と呼ばれる党州支部内専門委員会を設立して、2015年3月まで指導していた。2014年の欧州議会議員選挙に際して、比例リスト10番目の候補者であった（当選者は7名だったので落選）。
イェルク・モイテンは2015年7月、ノルトライン＝ヴェストファーレン州エッセンで開催された党大会で62%の支持票を得て党首の１人（2人代表制）に選出された。
2015年10月、バーデン＝ヴュルテンベルク州ホルブ・アム・ネッカーで開催された州党大会で2016年におこなわれるバーデン＝ヴュルテンベルク州議会選挙において州首相候補に選出された。

## 著作
単著
- Die Kirchensteuer als Einnahmequelle von Religionsgemeinschaften. Eine finanzwissenschaftliche Analyse. Lang, Frankfurt am Main 1993, ISBN 3-631-46619-6 (Rezension).

共著(雑誌および論集)
- mit Klaus Mackscheidt: Der Wohneigentumsmarkt im Lichte der geplanten Verbraucherschutzrichtlinien der Europäischen Gemeinschaft. In: Klaus Mackscheidt (Hrsg.): Entwicklungen in der Wohnungspolitik. Festgabe für Hans Hämmerlein zum 70. Geburtstag. Nomos, Baden-Baden 1994, ISBN 3-7890-3343-X, S. 179–196.
- mit Rudolf Kriszeleit: Kredithöchstgrenze und Haushaltsvollzug. In: Die öffentliche Verwaltung. Bd. 48 (1995), H. 11, S. 461–466.
- mit Klaus Mackscheidt: Kirchen als parafiskalische Organisationen. Einige Überlegungen zur Klassifizierung der Kirchen als Parafiski. In: Klaus Tiepelmann (Hrsg.): Politik der Parafiski. Intermediäre im Balanceakt zwischen Staats- und Bürgernähe. S + W Steuer- und Wirtschaftsverlag, Hamburg 1997, ISBN 3-89161-891-3, S. 137–161